# Dichopsammia
Dichopsammia is een geslacht van koralen uit de familie van de Dendrophylliidae.

## Soort
- Dichopsammia granulosa Song, 1994